# マリオ・カスタネダ
- マリオ・カスタネーダ
- マリオ・カスタニェーダ

マリオ・カスタネダ（スペイン語: Mario Castañeda, 1962年6月29日 - ）は、メキシコの男性声優、ナレーター。メキシコシティ出身。俳優としての活動が多い他、声優活動もある。声優としての代表作に『ドラゴンボール』シリーズ（孫悟空〈青年期以降〉 、ベジット、ゴジータ、亀仙人〈青年期〉、シルバー大佐）など。

## 出演作品

### 吹き替え

#### ムービー
ブルース・ウィリス
- スプリット (2017) - デヴィッド・ダン
- G.I.ジョー バック2リベンジ (2013) - ジョー・コルトン (トレーラー)
- ダイ・ハード4.0 (2007) - ジョン・マクレーン
- オーシャンズ12 (2004) - 自体 (特別出演)
- シックス・センス (1999) - マルコム・クロウ博士
- アルマゲドン (1998) - ハリーS.スタンパー
- フィフス・エレメント (1997) - Korben ダラス

ジム・キャリー
- ジム・キャリーはMr.ダマー (2014) - ロイドクリスマス
- Disney's クリスマス・キャロル (2009) - 自体 (インタビュー)
- ブルース・オールマイティ (2003) - ブルース・ノーラン (オリジナルダビング)
- グリンチ (2000) - グリンチ
- ライアー ライアー (1997) - フレッチャー Reede
- バットマン フォーエヴァー (1995) - エドワード Nygma / リドラー
- エース・ベンチュラ (1994) - エースベンチュラ

マーク・ラファロ
- アベンジャーズ/エイジ・オブ・ウルトロン (2015) - ブルース バナー / ハルク
- アイアンマン3 (2013) - ブルース バナー (特別出演)
- アベンジャーズ (2012) - ブルース バナー / ハルク

ルーク・エヴァンズ
- ホビット 決戦のゆくえ (2014) - 吟遊詩人
- ホビット 竜に奪われた王国 (2013) - 吟遊詩人

テゴ・カルデロン
- ワイルド・スピード MEGA MAX (2011) - レオ テゴ
- ワイルド・スピード MAX (2009) - レオ テゴ

トーマス・クレッチマン
- バイオハザードII アポカリプス (2004) - より高いです カイン

ブラッド・ピット
- ザ 好意 (1994) - エリオット
- リバー・ランズ・スルー・イット (1992) - ポール マックリーン

他人
- マリアンヌ (2016) - 追加の声
- なんちゃって家族 (2013) - ドン フィッツジェラルド (ニック・オファーマン)
- 死霊のはらわた (2013) - インサート
- ダークナイト ライジング (2012) - フィリップ Stryver (バーン・ゴーマン)
- メン・イン・ブラック3 - アンディー ウォーホル / エージェント W (ビル・ヘイダー)
- キャッツ & ドッグス 地球最大の肉球大戦争 (2010) - ディグズ (ジェームズ・マースデン) (トレーラー)
- キック・アス (2010) - フランク ダミーコ (マーク・ストロング)
- アリス・イン・ワンダーランド (2010) - カエルの裁判所
- トロン: レガシー (2010) - 追加の声
- トランスフォーマー/リベンジ (2009) - 追加の声
- DRAGONBALL EVOLUTION (2009) - 孫悟空 (ジャスティン・チャットウィン)
- アナコンダ4 (2009) - スコット (ダニ・ー真冬)
- インクレディブル・ハルク (2008) - レナード サムソン (タイ・バーレル)
- スピード・レーサー (2008) - 武者さん (真田広之)
- ゲット スマート (2008) - ラディスラス クルスティッチ (デヴィッド・S・リー)
- トランスフォーマー (2007) - グレン ホイットマン (アンソニー・アンダーソン)
- ソウ4 (2007) - アート ブラン (ジョバ・チェンバレン)
- ソウ2 (2005) - エリック マシューズ (ドニー・ウォルバーグ) / インサート (DVD版)
- キャプテン・ウルフ (2005) - ハワード プラマー (テイト・ドノヴァン)
- ミッション・クレオパトラ (2002) - アステリックス (クリスチャン・クラヴィエ)
- 鉄仮面 (1998) - ラウル (ピーター・サースガード)
- ホーム・アローン3 (1997) - バートン Jernigan (レニー・フォン・Dohlen)
- イングリッシュ・ペイシェント (1996) - キップ (ナヴィーン・アンドリュース)
- 最後の晩餐 (1995) - ピート (ロン・エルダード)
- アポロ13号 (1995) - CAPCOM 1 (ブレット・カレン)
- アダムス・ファミリー2 (1993) - ゲーリー グレンジャー (ピーター・マクニコル)
- エイリアン3 (1992) - ビショップ (341-B), ビショップII (ランス・ヘンリクセン)
- ティーンエイジミュータントニンジャタートルズ (1990) - ケーシー・ジョーンズ (イライアス・コティーズ) (新しいダビング)
- 13日の金曜日パートIII (1982) - リック (ポールKratka) / インサート / 公式
- 13日の金曜日パートII (1982) - ポール (ジョン・フューレイ) / インサート
- レイダース/失われたアーク《聖櫃》 (1981) - Satipo (アルフレッド・モリーナ) (オリジナルダビング)
- 13日の金曜日 (1980) - バリー (ウィリー・アダムス)
- キャリー (1976) - フレディ (マイケル・タルボット)
- 2001年宇宙の旅 (1968) - カメラマン (バーネル・タッカー) / BBCのプレゼンター (ケネス・ケンドール) (オリジナルダビング)
- ピンクの豹 (1963) - ジョージ・リットン (ロバート・ワグナー) (再ダビング)

#### シリーズテレビ
- 素晴らしき日々 - ケビン・アーノルド (アダルト, ナレーター) (ダニエル・スターン) / ケビン・アーノルド (ティーンエイジャー, シーズン以来6) (フレッド・サベージ)
- ゲーム・オブ・スローンズ - ブロン (ジェローム・フリン) (シーズン1, エピソード9)
- 冒険野郎マクガイバー - アンガス・マックGyver (リチャード・ディーン・アンダーソン), プレゼンテーションおよび挿入
- ベイウォッチ - クレイグ・ポメロイ (パーカー・スティーブンソン), プレゼンテーションおよび挿入 (第2のボイス)
- ER緊急救命室 - 医師 ピーター・ベントン (エリク・ラ・サル)
- スタートレック:ヴォイジャー - トム パリ (ロバート・ダンカン・マクニール)
- ビバリーヒルズ高校白書 - マット ダーニング (ダニエル・コスグローブ)
- ヤング・スーパーマン - ダン ターピン (デビッド・Paetkau)
- パワーレンジャー・メガフォース - デソラ
- パワーレンジャー・ニンジャストーム - モトドロン (クレイグ・パーカー), ペリー, ボパルノ, 追加の声
- パワーレンジャー・サムライ - Rhinosnorus (キャンベル・クーリー)
- CSI:科学捜査班 - 追加の声
- CSI:ニューヨーク - 追加の声
- エージェント・オブ・シールド - フィル・コールソン (クラーク・グレッグ) (ソニーのバージョン)
- セサミストリート - 追加の声

#### アニメーションシリーズ
ロブ・ポールセン
- マスク・アニメーション - スタンリー・イプス / マスク

ロバート・ヘイズ
- 鉄人・アニメシリーズ - 鉄人 / トニースターク
- スパイダーマン (アニメ) - 鉄人 / トニースターク (エピソード37-38)

ブルース・ウィリス
- ファミリー・ガイ - ジョン・マクレーン

他人
- アベンジャーズ 地球最強のヒーロー - 医師 ハンク・ピム (Antの男, 巨人の男 またはイエロージャケット)
- スター・ウォーズ/クローン・ウォーズ (テレビアニメ) - パントラの社長 Chi Cho
- エル・チャボ アニメ - ドン・ラモン / 仁王仁王 / 教授 チラファレス (シーズン6から)
- フューチュラマ (アニメ) - ザッ・プブラニガン
- ザ・シンプソンズ - - ジャッ・クバウアー (シーズン18) / ライアン・シークレスト (シーズン21) / 追加の声
- エイリアンフォース（ALIEN FORCE - テトラックス
- ヘイ・アーノルド! - 鸚鵡 会話 (エピソード67) / 泥棒 (エピソード9)
- マッドTV! - インサート/ プレゼンテーション / ナレーター / ジョー・コルトン / トムクルーズ / ハルク / 追加の声(シーズン4)
- フィニアスとファーブ - 担当して ドレッシングガウンの洗濯物 (エピソード151)
- アドベンチャー・タイム - 教師 平和
- オムニバース（OMNIVERSE） - サイフォン (第2のボイス)
- パワーパフガールズ (2016年のテレビアニメ) - ウェンデル Finestinn / コンシェルジュ-牡牛座

#### ムービー 漫画
- 上ネコ: フィルム - ルーカス 顔-良いです (ロブシュナイダー)
- ザ・シンプソンズ MOVIE - ビリー・ジョー・アームストロング, ガード 受信機 アラスカで
- わんわん物語 - Tofi (新しいダビング)
- ズートピア - ギデオングレイ (大人)
- カンフー・パンダ - メセロ うさぎ
- モンスターVSエイリアン - ギャラクサー (Rainn Wilson)
- カーズ2 - エイサー (ピーター・ヤコブソン), ルイージ (トニー・シャロウブ) (唯一の1の対話)
- カールじいさんの空飛ぶ家 - アルファ

#### ブラジル人 メロドラマ
レオポル・ドパチェコ
- スレーブ Isaura - Leoncio アルメイダ

### ビデオゲーム
- コール オブ デューティ ブラックオプス2 - アレックス 石工
- League of Legends - 新趙, シェン, 追加の声
- バットマン アーカム・ビギンズ - ワニの殺人者, 犯罪者, ギャング, カメラマン, 鳥, 追加の声
- スミット - 孫悟空
- レゴバットマン3：ゴッサムを超えて - フラッシュ, プラスチック男, ゴリラ Grodd
- 死のコンバットX - ジョニー ケージ
- 聖闘士星矢 ソルジャーズ・ソウル - カノン
- NARUTO -ナルト- 疾風伝 ナルティメットストーム4 - 飛段

### ドキュメンタリー
- 死ぬ1000の方法 - セルジオ メイヤー (彼自身), いくつかの文字